# Lina Gabrielli
Lina Gabrielli (11 giugno 1930 – Ascoli Piceno, 16 dicembre 2016) è stata una giornalista, scrittrice ed esperantista italiana.

## Opere
In italiano Lina Gabrielli ha scritto: Gente picena, Un cuore caldo, Fantasie dell’anima, Racconti della giovane età, Baci non chiesti e alcune biografie.
In esperanto ha scritto molto. Si possono ricordare tra le altre opere: La kombilo (Il pettine, 1962), Bill kaj lazuraj okuloj (Bill e occhi azzurri, 1964, con Atus Goldoni), Karnavalo (Carnevale, raccolta di novelle, 1973), Ni devas vivi (Dobbiamo vivere, 1975, con Kjell Wallraamoen; contiene anche delle poesie), La ĝardeno de la urbestro (Il giardino del sindaco, 1978), Vivendo (Il dovere di vivere, 1979, raccolta di poesie), Nuancoj (Sfumature, 1980, con Kazimierz Szczurek).
Ha ricevuto la medaglia d'oro dell'ordine dei giornalisti di Ancona.